# Касино, Юка
Юка Касино (яп. 樫野 有香 Kashino Yuka) (род. 23 декабря 1988 года) — японская певица и танцовщица, участница электро-поп группы Perfume под сценическим псевдонимом Kashiyuka (яп. かしゆか).

## Биография

### Ранние годы и образование
Родилась в Хиросиме, где вместе с Аяка Нисиваки обучалась в Actor's School Hiroshima.
В 2000 году стала одной из основательниц группы Perfume вместе с Нисиваки и Юкой Кавасимой, которая вскоре покинула коллектив.
Окончила Horikoshi High School и Университет Обирин (2011).

### Творческая деятельность
С Perfume участвовала в: Записи саундтрека для дорамы Sumire 16 sai!! (2008), Съемках фильма Moteki (2012), Драме Pensées (2017) в роли Окамидо
Сольные проекты:
- Колонка о японском искусстве в Casa Brutus (с 2018)[7]
- Коллаборация с Tendo Mokko (2024)[8]
- Участие в программе «news zero» (2025)[9]